# Helcostizus yukonensis
Helcostizus yukonensis là một loài tò vò trong họ Ichneumonidae.